# Contea di Dillon
La contea di Dillon (in inglese Dillon County) è una contea dello Stato della Carolina del Sud, negli Stati Uniti. La popolazione al censimento del 2010 era di 32 062 abitanti. Il capoluogo di contea è Dillon.

## Geografia
La contea si trova nel nord-est dello Stato, al confine con la Carolina del Nord. Si tratta di una regione fertile per la coltivazione del tabacco, una piana costiera. Il fiume Lumber forma il confine sud-est e il fiume Great Pee Dee il confine sud-ovest. La contea è attraversata anche dal fiume Little Pee Dee.

### Contee confinanti
- Contea di Robeson (Carolina del Nord) - nord
- Contea di Columbus (Carolina del Nord) - nord
- Contea di Horry - sud-est
- Contea di Marion - sud
- Contea di Florence - sud-ovest
- Contea di Marlboro - ovest

## Storia
La contea fu fondata nel 1910 da parte della contea di Marion e fu chiamata così in onore di J.W. Dillon, uno dei primi coloni di origine irlandese.

## Comuni
L'unica city è Dillon, il capoluogo.

### Towns
- Lake View
- Latta